# Завод Кобзаренка
Завод Кобзаренка — українське підприємство з виробництва причіпної сільськогосподарської техніки. Діє на території України, та має потужності закордоном. 

## Історія
Підприємство засноване в 1993 році, як українсько-німецьке товариство "Флігель", перейменовано в "Завод Кобзаренка" в 2008 році. Свою діяльність підприємство розпочало з виробництва тачок та візків для присадибного господарства.
Починаючи з 2016 року «Завод Кобзаренка» планує розширити географію продажів до 20 країн. Для кращого виходу на ринок ЄС компанія будує завод в Польщі.
В 2017 році Завод Кобзаренка поглинув компанію з виробництва побутових вагончиків, на базі якої розширив виробничі приміщення та розгорнув виробництво.
В травні 2018 року стало відомо про намір компанії запустити у Польщі завод з виробництва сільськогосподарської техніки – Kobzarenko Sp. z.o.o.
В 2018 році завод наростив обсяг реалізовано продукції на 30% та планував осягти річного обороту в 1 млрд грн. Крім того на 2019 рік заплановане розширення модельного ряду машин на 5 одиниць. Однією з останніх новинок, які презентував завод, було завантажувальне обладнання, яке завантажує та розвантажує вагони, рухаючись вздовж потяга. Таке обладнання вже відправлено до Південної Кореї та Німеччини. Станом на середину вересня 2018 року на виробничих потужностях заводу створено 7 дробоструменних та 8 фарбувальних камер. Над розробками працює 16 інженерів-конструкторів.
На виставці Комунтех-2018 в Києві підприємство представило свою «комунальну лінійку». Серед експонатів були представлені ковші і відвали для тракторів, навантажувачів і вантажних автомобілів. За словами виробника, всі відвали можуть бути адаптовані під будь-який вид комунальної техніки. Крім того, вони оснащені армованим гумовим ножем з натурального каучуку з впресованими всередину металевими тросами що дозволить значно подовжити термін експлуатації відвала.
В 2020 році завершено будівництво заводу в Польщі, та розпочато виробництво техніки.
Вже в 2023 році на польському заводі встановлено нову лінію порошкового фарбування, та розширено виробничі площі заводу.
З нагоди 30-річчя компанії, та з метою об'єднання всіх заводів компанії під одним брендом, прийнято рішення про ребрендинг. Спеціально для українського ринку, збережено кириличне написання назви бренду, задля підкреслення походження компанії.

## Продукція
На 2017 рік "Завод Кобзаренка" виробник номер 1 тракторних причепів в Україні. Завод виготовляє:
- 20 видів причепів;
- 5 видів перевантажувальних бункерів;
- 10 видів цистерн для води, жижі та засобів захисту рослин;
- 20 видів різноманітних шнеків;
- причепи для перевезення тюків соломи;
- зернопакувальне обладнання;
- відвали та ковші;
- теплогенератори на щепі та соломі;
- розкидачі міндобрив та інше.

## Зовнішні посилання
- ЗАВОД КОБЗАРЕНКА, ТОВ [Архівовано 27 жовтня 2017 у Wayback Machine.]
- Відео: Завод Кобзаренко виготовив унікальний пересувний бункер-накопичувач для зерна ємністю 40 тонн. uprom.info. Національний промисловий портал. 26 жовтня 2017. Архів оригіналу за 28 жовтня 2017. Процитовано 26 жовтня 2017.
- Яку спецтехніку виробляють в Україні. specmachinery.com.ua. SpecMachinery. 23 листопада 2018. Архів оригіналу за 10 грудня 2018. Процитовано 10 грудня 2018.